# Lepiota lilacea
Lepiota lilacea Bres., Fung. trident. 2(8-10): 3 (1892)
La Lepiota lilacea fa parte del numeroso gruppo di Lepiota di piccola taglia, simili alla Lepiota cristata ed altre, tutte tossiche.

## Descrizione della specie

### Cappello
2,5-3,5 cm, campanulato, poi più o meno aperto, con umbone centrale di colore bruno che si dissocia in piccole squamette verso il margine, sulla superficie biancastra.

### Lamelle
Distanti, libere, da bianche a crema pallido.

### Gambo
1–5 cm x 0,3-0,5 cm, cilindrico, fistolato, poi cavo, ingrossato alla base.

### Anello
A forma di colletto, orlato nella faccia esterna da una fascia concolore al centro del cappello.

### Spore
Con apiculo evidente, gialle in massa, lunghe 4-5 µm.

### Carne
Biancastra, con odore leggero, gradevole.

## Habitat
Fruttifica in estate-autunno fra l'erba, in parchi e giardini, a gruppi.

## Commestibilità
Tossico

## Etimologia
Dal latino lilaceus = lilaceo, per il suo colore lilla.

## Sinonimi e binomi obsoleti
- Lepiotula lilacea (Bres.) Wasser, Nov. Sist. vjssh. niz. Rast., 1975: 191 (1976)